# Tournoi britannique de rugby à XV 1904
Navigation
Tournoi 1903 Tournoi 1905
Le tournoi britannique de rugby à XV 1904 se tenant du 9 janvier au 19 mars 1904 est remporté par l'Écosse pour la huitième fois. Cette année, six stades sont utilisés puisque les deux nations jouant deux fois à domicile (l'Angleterre et l'Irlande) reçoivent chacune dans deux villes différentes.

## Classement
- Les meilleures attaque et défense appartiennent respectivement au pays de Galles
et à l'Angleterre bien que terminant deuxièmes ex æquo de la compétition
- La plus grande différence de points revient aux deux mêmes.

| Rang | Nation         | J | V | N | D | PP | PC | Δ   | Pts |
| ---- | -------------- | - | - | - | - | -- | -- | --- | --- |
| 1    | Écosse (T)     | 3 | 2 | 0 | 1 | 28 | 27 | +1  | 4   |
| 2    | Pays de Galles | 3 | 1 | 1 | 1 | 47 | 31 | +16 | 3   |
| 2    | Angleterre     | 3 | 1 | 1 | 1 | 36 | 20 | +16 | 3   |
| 4    | Irlande        | 3 | 1 | 0 | 2 | 17 | 50 | -33 | 2   |

- Attribution des points de classement (Pts) :

2 points pour une victoire,  1 point en cas de match nul, rien pour une défaite.

## Résultats
| 9 janvier 1904 0Welford Road Stadium, Leicester     | Angleterre     | 14 - 14 | Pays de Galles |
| 6 février 1904 0St.Helen's, Swansea                 | Pays de Galles | 21 - 3  | Écosse         |
| 13 février 1904 0Rectory Field, Blackheath, Londres | Angleterre     | 19 - 0  | Irlande        |
| 27 février 1904 0Lansdowne Road, Dublin             | Irlande        | 03 - 19 | Écosse         |
| 12 mars 1904 0Balmoral Showgrounds, Belfast         | Irlande        | 14 - 12 | Pays de Galles |
| 19 mars 1904 0Inverleith, Édimbourg                 | Écosse         | 06 - 3  | Angleterre     |